# Tin Zaouatine (Algérie)
Pour les articles homonymes, voir Tin Zaouatine.
Tin Zaouatine (parfois orthographiée Tinzaouten, Tin Zaoutine, Ti-n-Zaouâtene ou Tin Zaouaten, en arabe : تينزاواتين) est une commune de la wilaya d'In Guezzam depuis 2019, (avant rattaché à la wilaya de Tamanrasset) située à la frontière avec le Mali, à environ à 550 km au sud-ouest de Tamanrasset. Elle compterait 14 000 habitants. Sa commune jumelle au Mali porte également le nom de Tin Zaouatine.

## Géographie
Tin Zaouatine, sur la frontière algéro-malienne, est reliée à Kidal par une piste qui représente un cordon vital entre le nord du Mali et l'Algérie, appelée « piste Clauzel » (du nom de l'administrateur français Jean Clauzel qui l'inaugura dans les années 1950) via Tessalit, qui se trouve à 80 km au sud.
Vers Tamanrasset, à 500 km au nord-est, la route n'est également qu'une piste qui passe par Tam, dangereuse en raison notamment des brigands, mais vitale pour le ravitaillement de la ville.
Tin Zaouatine est situé au point le plus méridional de l'Algérie. L'oued ne se remplit en général que deux mois par an, en juillet et en août.

## Histoire
- Voir Combat de Tin Zaouatine

La commune a été créée en 1984. Entre 2013 et 2016, en raison de la guerre au Mali, sa population est passée de 9000 à plus de 20 000 habitants.
Des affrontements entre forces de l’ordre et population locale ont fait au moins un mort, le 15 juin 2020, à la suite de la mise en place de barbelés par l’armée pour couper le passage entre Tin Zaouatine et la ville malienne qui porte le même nom, et que des jeunes ont cherché à arracher,. En effet, ces barbelés empêchaient l'accès à l'oued, et ce, alors que la frontière administrative avec le Mali est de l'autre côté du cours d'eau.
En avril 2025, l'armée algérienne indique avoir détruit un drone militaire qui survolait la région de Tin Zaouatine. Il n'a pas été indiqué à qui appartenait le drone. Le chef d’état-major général de l'armée malienne dément la version algérienne affirmant qu'il « survolait l’espace aérien malien, il est tombé dans le territoire malien ».

## Administration et infrastructures
Le maire actuel de Tin Zaoutine est Mohamed Mansouri (2020), un natif de la ville, qui en était à son quatrième mandat en 2016. La commune dépend judiciairement du tribunal d’In Guezzam. Une brigade de la gendarmerie y est établie, ainsi qu'un centre de santé de proximité. Chaque année, 60 à 70 jeunes bacheliers sortent des lycées de Tin Zaouatine. Aucune route ne relie la localité à Tamanrasset.